# Jiangshanosaurus lixianensis
Jiangshanosaurus lixianensis – zauropod z rodziny tytanozaurów (Titanosauridae).
Żył w epoce wczesnej kredy (ok. 125-100 mln lat temu) na terenach Azji. Jego szczątki znaleziono w Chinach (w prowincji Zhejiang).